# Моралес, Анхель
Анхель Алехандро Моралес Сантос (исп. Ángel Alejandro Morales Santos; 14 июня 1975, Буэнос-Айрес, Аргентина), более известный как Матуте — аргентинский футболист, полузащитник. Играл за ряд клубов, такие как: «Крус Асуль», «Индепендьенте» и «Веракрус».

## Клубная карьера
Анхель Моралес родился в городе Буэнос-Айрес. В своей обширной профессиональной карьере, он представлял шесть клубов в своей стране, в том числе обоих гигантов дерби Авельяненды — «Индепендьенте» и «Расинг».
Его первый опыт за границей пришелся на июнь 1997 года, когда в возрасте 22 лет, он перешел в итальянский клуб «Сампдория», и играя за него, в течение нескольких месяцев, забив единственный гол за команду, в ворота «Ювентуса». В следующее трансферное окно, он подписал контракт с командой «Мерида» в Испании, но сыграл лишь два матча, а команда вылетела в Сегунду.